# Xian de Yuli
Cette page contient des caractères spéciaux ou non latins. S’ils s’affichent mal (▯, ?, etc.), consultez la page d’aide Unicode.
Le xian de Yuli (尉犁县 ; pinyin : Yùlí Xiàn ; ouïghour : لوپنۇر ناھىيىسى / Lopnur Nahiyisi) est un district administratif de la région autonome du Xinjiang en Chine. Il est placé sous la juridiction de la préfecture autonome mongole de Bayin'gholin.

## Démographie
La population du district était de 97 143 habitants en 1999.